# Utgrupp
Utgrupp är ett begrepp som används inom kladistik och beteendevetenskap.

## Kladistik

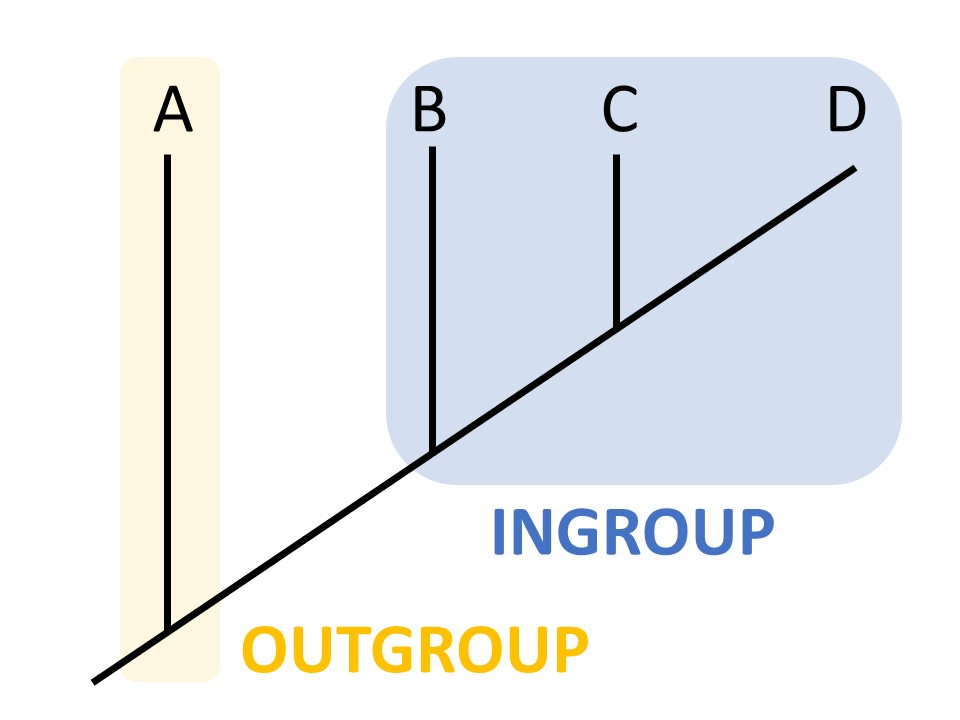
En utgrupps (i kladistisk mening) släktskap med ingruppen, den grupp man studerar.

Inom kladistiken kan en utgrupp beteckna ett eller flera taxon som förs till en grupp, men som bara är avlägset släkt med övriga taxa i gruppen att det/de egentligen borde tillhöra en egen grupp. Det kan exempelvis vara ett släkte (eller flera) som är så avlägset släkt med de andra släktena i den familj det (eller de) förs till att det (eller de) egentligen borde föras till en egen familj.
Med utgrupp avser man dock oftast en grupp som man valt att använda som referenspunkt till den grupp man studerar och som valts eftersom den inte är tillhörig denna, men ändå tillräckligt nära släkt.

## Beteendevetenskap
Inom beteendevetenskapen (bland annat psykologi och sociologi) är utgrupp ett begrepp för de andra grupper som en person i en grupp inte är del av. Begreppet används ofta i vetenskapliga texter för att beskriva till exempel hur personer betett sig i experimentsituationer beroende på grupptillhörighet, eller vad människor har för sociala beteendetendenser. Den egna gruppen kallas då istället ingrupp.
Om man exempelvis tillhör supportrarna för ett visst fotbollslag, är andra grupper av supporters till andra fotbollslag ens utgrupp(er), och supportergruppen till samma fotbollslag ens ingrupp.